# Jean Perniceni
Jean Barthélemy Joseph Perniceni (Bagnolet, 5 aprile 1930 – Parigi, 9 giugno 2010) è stato un cestista e allenatore di pallacanestro francese.

## Carriera
Con la Francia ha disputato i Giochi olimpici di Helsinki 1952, due edizioni dei Campionati mondiali (1950, 1954) e quattro dei Campionati europei (1949, 1951, 1953, 1955).

## Palmarès

### Giocatore
- Campionato francese: 4

Racing club de France: 1952-53, 1953-54
Charleville-Mézières: 1957-58, 1959-60
- Coppa di Francia: 2

Charleville-Mézières: 1958, 1959